# Силвареш (Тондела)
Силвареш (порт. Silvares) — район (фрегезия) в Португалии, входит в округ Визеу. Является составной частью муниципалитета Тондела. Находится в составе крупной городской агломерации Большое Визеу. По старому административному делению входил в провинцию Бейра-Алта. Входит в экономико-статистический субрегион Дан-Лафойнш, который входит в Центральный регион. Население составляет 184 человека на 2001 год. Занимает площадь 8,34 км².
Покровителем района считается Дева Мария (порт. Nossa Senhora da Natividade).